# گورستان جوشین ۱
گورستان جوشین ۱ مربوط به هزاره اول قبل از میلاد است و در شهرستان ورزقان، بخش خاروانا، دهستان جوشین، چسبیده به ضلع شمالشرقی قلعه جوشین واقع شده و این اثر در تاریخ ۸ بهمن ۱۳۸۵ با شمارهٔ ثبت ۱۶۹۸۸ به‌عنوان یکی از آثار ملی ایران به ثبت رسیده است.